# Кристина Јаковљевић
Кристина Јаковљевић (рођена 1964.г. у Суботици). Академију умјетности, одсјек за глуму, завршила је 1987. у класи професоре Петра Банићевића. У више наврата је играла у суботичком Дечјем позоришту, а од 1996. је члан Народно позоришта у Суботици.

## Представе
Народно позориште Суботица
- Б. Брехт: Рекет
- А. Поповић: Смртоносна мотористика - Директорка циркуса
- Ј. П. Стерија: Женидба и удадба - Девојка
- Ен Нобл: Дом Риорданових - Френсис
- Б. Фрил: Плес на празник Лунасе - Агнеза
- Молијер: Импровизације учених жена - Ди Кроази, Арманда
- Х. Баркер: Еуропејци - Друга мајка
- А. П. Чехов: Вишњик - Шарлота Ивановна
- Н. Сајмон: Апартман - Мајка
- В. Шекспир: Много вике ни око чега - Госпођица Балтазар
- Т. Вилијамс: Трамвај звани жеља - Јунис
- Д. Ковачевић: Сабирни центар- Докторка Јелена
- Љ. Симовић: Путујуће позориште Шопаловић - Дара
- Џ. Кесерлинг: Арсеник и старе чипке - Поручница Руни
- Оливер Фрљић: Кукавичлук В. Шекспир: Комедија забуне - Игуманија Емилија
- Анте Томић: Чудо у Поскоковој Драги-Тета Боса
- Алан Менкен и Хауард Ешмен: Мала радња хорора-Шифон
- Борисав Станковић: Коштана- Магда
- Бранислав Нушић: Мистер Долар, госпођа саветниковица са репутацијом
- Оскар Вајлд: Идеалан муж (виконт де Нонжак/леди Вајлд)
- Николај Кољада: Кокошка (комшиница/радница)
- Трејси Летс: Август у округу Осејџ (Џона Моневата)
- Аристофан: Лисистрата (Стратилида)
- Вилијам Шекспир: Укроћена Горопад (удовица)
- Коста Трифковић: Избирачица (Ката)
- Бранислав Нушић: Не очајавајте никад (Госпођа Бло)

Српско народно позориште
- А.П. Чехов: Добри доктор

Народно позориште Сомбор
- Нећемо о политици [1]

## Телевизија
- Тв драма Дечји бич(1988)
- Серија Мочвара (2020)-Милкина мајка
- Серија Кљун (2021)-Едита[2]